# Fenster (Würfelspiel)
Fenster oder Fensterln ist ein einfaches Würfel- und Rechenspiel mit drei Würfeln und einem Würfelbecher für beliebig viele Mitspieler mit Ähnlichkeiten zu Würfelpokerspielen. Es wird in verschiedenen Variationen gespielt, die als Kirchenfenster, Zellenfenster, Bauernfenster, Ratsfenster oder auch Alle Fenster bezeichnet werden. Das Spiel wird auch in Spielesammlungen regelmäßig in die entsprechenden Regelhefte aufgenommen.

## Spielweise
Bei den verschiedenen Fenster-Spielen wird reihum jeweils einmal gewürfelt, es können beliebig viele Mitspieler mitspielen. Gewertet werden bei den Spielen jeweils nur Würfel mit einer speziellen Augenzahl, die restlichen Würfel gehen nicht in die Wertung ein. Sieger ist, wer nach einer vereinbarten Rundenzahl die meisten Punkte hat.

### Kirchenfenster
Beim Kirchenfenster werden nur Sechsen gewertet. Hat ein Spieler eine Sechs gewürfelt, bekommt er sechs Punkte aufgeschrieben. Bei einem einfachen Sechser-Pasch, also wenn zwei Würfel eine Sechs zeigen, bekommt der Spieler 18 Punkte und bei einem Doppelpasch (drei Sechser) bekommt er 36 Punkte.
| Beschreibung               | Wertung   | Beispiel |
| -------------------------- | --------- | -------- |
| keine Sechs                | 0 Punkte  | zählt 0  |
| eine Sechs                 | 6 Punkte  | zählt 6  |
| Pasch (zwei Sechsen)       | 18 Punkte | zählt 18 |
| Doppelpasch (drei Sechsen) | 36 Punkte | zählt 36 |

### Weitere Fenster
Bei anderen Fenster-Spielen dürfen einzelne Würfel auch gedreht werden, dabei wird die Gegenseite des gewürfelten Wertes nach oben gedreht. So kann beim Zellenfenster (nur Zweien zählen) jede Fünf durch Drehen als eine Zwei gewertet werden. Alle folgenden Spiele werden nach diesem Muster gespielt: 
| Name           | zählende Würfel | Wertung                                       |
| -------------- | --------------- | --------------------------------------------- |
| Sterne         | Einser          | 2, Pasch: 3, Doppelpasch: 6                   |
| Zellenfenster  | Zweier          | 2, Pasch: 6, Doppelpasch: 12                  |
| Ratsfenster    | Dreier          | 3, Pasch: 9, Doppelpasch: 18                  |
| Bauernfenster  | Vierer          | 4, Pasch: 12, Doppelpasch: 24                 |
| Pentagramm     | Fünfer          | 5, Pasch: 15, Doppelpasch: 30                 |
| Kirchenfenster | Sechster        | 2, Pasch: 18, Doppelpasch: 36 Drehen verboten |

### Alle Fenster
Neben den „Einzelfenstern“ lassen sich die Spiele auch kombinieren. In der Regel werden die Spiele Zellenfenster, Bauernfenster und Kirchenfenster zu einem Spiel mit dem Namen Alle Fenster kombiniert. Bei diesem Spiel würfelt jeder Spieler drei Mal und muss sich beim ersten Wurf entscheiden, ob dieser als Kirchenfenster, Zellenfenster oder Bauernfenster gewertet werden soll. Die gleiche Entscheidung trifft er beim zweiten Wurf für die verbleibenden beiden Fenstertypen und der dritte Wurf ist durch die Wahlen vorweg mit dem übriggebliebenen Fenster vorbestimmt. In dieser Version darf auch beim Kirchenfenster gedreht werde.
| Beispielwurf | zählende Würfel |
| ------------ | --- |
|              | Kirchenfenster: 18 Punkte (eine Sechs und eine Eins, die sich drehen lässt, werden zum Pasch) Zellenfester: 0 Punkte (keine Zwei oder Fünf) Bauernfester: 4 Punkte (eine Drei, die sich drehen lässt) |

Alternativ kann für jeden Wurf ein Fenster festgelegt werden, sodass beim ersten Wurf nur Zellenfenster, beim zweiten nur Bauernfenster und beim dritten nur Kirchenfenster zählen.

## Belege
1. 1 2 3  „Zellenfenster“, „Bauernfenster“, „Kirchenfenster“ In: Robert E. Lembke: Das große Haus- und Familienbuch der Spiele. Lingen Verlag, Köln o. J.; S. 262.
2. ↑  100er Spielesammlung (Memento des Originals vom 26. März 2016 im Internet Archive)  Info: Der Archivlink wurde automatisch eingesetzt und noch nicht geprüft. Bitte prüfe Original- und Archivlink gemäß Anleitung und entferne dann diesen Hinweis.. Spielregelheft der Spielesammlung des Nürnberger Spielkartenverlags; S. 7.
3. 1 2  „Kirchenfenster“, „Zellenfenster“, „Bauernfenster“, „Alle Fenster“, „Sonstige Fensterspiele“ In: Erhard Gorys: Das Buch der Spiele. Manfred Pawlak Verlagsgesellschaft, Herrsching o. J.; S. 412–414.
4. 1 2  „Fenster“ In: Friedrich Pruss: Würfelspiele. Falken Verlag, Niedernhausen 1998; S. 17. ISBN 3-635-60129-2.